# Philoros grisescens
Philoros grisescens là một loài bướm đêm thuộc phân họ Arctiinae, họ Erebidae.